# Keep Out!
Keep Out! är Satanic Surfers andra EP, utgiven 1994 på skivbolaget Burning Heart Records. Skivan var gruppens första för bolaget.

## Låtlista
1. "Miss Bigmouth" - 2:03
2. "Sunshiny Day" - 1:57
3. "End of the World" - 2:07
4. "Dickweed" - 1:52
5. "Hard to Be Yourself" - 2:24
6. "My Decision" - 1:36
7. "Arthead" - 3:06
8. "Don't Skate on My Ramp" - 3:24

## Personal
- Fredrik - gitarr
- Henke Walse - artwork
- Magnus - gitarr
- P-O Saeth - inspelningstekniker
- Rodrigo - trummor
- Tomek - bas
- Ulf - sång

### Fotnoter
1. ↑  ”Keep Out!”. Discogs.com. http://www.discogs.com/Satanic-Surfers-Keep-Out/release/674841. Läst 1 januari 2012.